# Colobocentrotus
Colobocentrotus is een geslacht van zee-egels uit de familie Echinometridae.

## Soorten
- Ondergeslacht Colobocentrotus
  - Colobocentrotus mertensii Brandt, 1835
- Ondergeslacht Podophora
  - Colobocentrotus atratus (Linnaeus, 1758)
  - Colobocentrotus pedifer (Blainville, 1825)